# Загорац, Саша
Саша Загорац  (словен. Saša Zagorac; род. 1 января 1984, Любляна, СФРЮ) — словенский профессиональный баскетболист, игравший на позиции тяжёлого форварда. Младший брат Желько Загораца.

## Карьера
В январе 2017 года Загорац подписал контракт до конца сезона 2016/2017 с «Пармой» с опцией продления. В составе пермской команды провёл 12 матчей в Единой лиге ВТБ, в которых набирал 10,1 очка и 5,5 подбора в среднем за игру.
В июле 2017 года Загорац перешёл в «Шопрон».
В июле 2020 года Загорац завершил игровую карьеру.

## Сборная Словении
В июне 2017 года Загорац был включён в предварительный состав сборной Словении для подготовки к Чемпионату Европы-2017.

## Достижения
- Чемпион Европы: 2017
- Чемпион Европы (до 20 лет): 2004
- Серебряный призёр чемпионата Европы (до 18 лет): 2002
- Чемпион Словении: 2003/04